# نيل جونستون (موظف مدني)
نيل جونستون (بالإنجليزية: Neil Johnston)‏ هو موظف مدني أسترالي، ولد في 1945.